# شعاع دوران
شُعاع دَوَران یا شعاع ژیراسیون کمیتی است که در مکانیک کاربرد فراوان دارد. شعاع دوران یک مفهوم فیزیکی مشخص و بدیهی نمی‌باشد، اما می‌توان آن را به عنوان فاصله‌ای از یک محور مرجع در نظر گرفت که اگر تمام سطح مورد نظر در آن فاصله متمرکز گردد، گشتاور ماند سطح به دست آمده حول محور مختصات برابر گشتاور ماند سطح اولیه باشد. به عبارتی: حاصل مساحت (A)ضربدر شعاع ژیراسیون (فاصله‌ای از یک محور مرجع= d) به توان دو همان ممان اینرسی یا گشتاور ماند خواهد بود.
شعاع دوران یک سطح عبارت است از، جذر نسبت گشتاور ماند سطح به مساحت آن، یعنی:
{\displaystyle r_{x}={\sqrt {\frac {I_{x}}{A}}}}
{\displaystyle r_{y}={\sqrt {\frac {I_{y}}{A}}}}
که در آن A بیانگر مساحت سطح، {\displaystyle r_{x}} و {\displaystyle r_{y}} به ترتیب شعاع دوران حول محورهای x و y و {\displaystyle I_{x}} و {\displaystyle I_{y}} به ترتیب گشتاور ماند سطح حول محور x و y می‌باشد. از آنجا که واحد گشتاور ماند توان چهارم واحد طول و واحد مساحت توان دوم آن می‌باشد، شعاع دوران با واحد طول بیان می‌گردد.